# Glischrochilus
Glischrochilus (thỉnh thoảng bị phát âm nhầm thành Glisrochilus) là tên của một chi bọ cánh cứng thuộc phân họ Cryptarchinae, họ Nitidulidae. Hầu hết các loài thuộc chi này đều được biết đến với tên là bọ picnic hay bọ bia.

## Mô tả
Cơ thể của các loài thuộc chi Glischrochilus thì có hình thuôn dài, có những đốm màu vàng, đỏ hoặc màu cam ở trên cánh trước. Cái cánh trước của nó thì ngắn và phơi ra cái phần cuối của bụng. Đây là cách tốt để nhận dạng chúng khi nhìn sơ qua.

## Sinh thái học
Loài bọ này ăn nhựa cây ở những cây bị thương, những loại rau củ mục nát và nấm. Chúng bị thu hút bởi các loại trái cây chín muồi cũng như là bia, rượu, giấm, nước trái cây và đồ uống lên men. Chính vì thế mà thường tập trung thành một nhóm lớn khi những loại đồ uống kia được bày ra và thường phá hỏng buổi dã ngoại, các buổi tụ họp ngoài trời như tiệc thịt nướng, do đó mà chúng có tên là "bọ picnic" hoặc là "bọ bia". Cũng vì đặc điểm này mà các nhà nghiên cứu thường dùng mồi nhử có chứa bia, giấm, nhựa thông, rỉ đường và những thành phần khác.
Chúng sinh sống ở bên dưới những cái vỏ cây. Nó có 2 phân chi và được tìm thấy ở Bắc Mĩ và khắp lục địa Á-Âu.
Bên cạnh đó, chúng gây hại cho những loại trái cây và những vụ mùa rau củ như dâu tây, bắp, cà chua, quả mơ, dưa bở, quả mâm xôi và quả đào.

## Loài
Hiên các loài thuộc chia này là:
- Phân chi Glischrochilus Reitter, 1873
  - Glischrochilus biguttulus (Motschulsky, 1860)
  - Glischrochilus confluentus (Say)
  - Glischrochilus cruciatus (Motschulsky, 1860)
  - Glischrochilus lecontei (Brown, 1931)
  - Glischrochilus moratus (Brown)
  - Glischrochilus obtusus (Say)
  - Glischrochilus quadripunctatus (Linnaeus, 1758) – European bark beetle predator
  - Glsichrochilus vittatus (Say)
- Phân chi Librodor Reitter, 1884
  - Glischrochilus affinis Kirejtshuk, 1984
  - Glischrochilus binaevus (Reitter, 1879)
  - Glischrochilus christophi (Reitter, 1879)
  - Glischrochilus clavatus Reitter, 1884
  - Glischrochilus fasciatus (Olivier, 1790) – red-spotted sap beetle
  - Glischrochilus grandis (Tournier, 1872)
  - Glischrochilus hortensis (Fourcroy, 1785)
  - Glischrochilus ipsoides (Reitter, 1879)
  - Glischrochilus japonicus (Motschulsky, 1858)
  - Glischrochilus jelineki Lasoń, 2009
  - Glischrochilus pantherinus (Reitter, 1879)
  - Glischrochilus parvipustulatus (Kolbe, 1886)
  - Glischrochilus quadriguttatus (Fabricius, 1776)
  - Glischrochilus quadrisignatus (Say, 1835) – four-spotted sap beetle or picnic beetle[14]
  - Glischrochilus rufiventris (Reitter, 1879)
  - Glischrochilus sanguinolentus (Olivier,1790)
  - Glischrochilus siepmanni (W. J. Brown)
  - Glischrochilus subcylindricus Reitter, 1884
- Loài Glischrochilus becvari Jelinek, 1999[15]
- Loài Glischrochilus forcipatus Fairmaire, 1889[15]
- Loài Glischrochilus vittatus (Say, 1835)[15]